# Radykał ideału
Radykał – w pierścieniu przemiennym {\displaystyle R,} radykał ideału {\displaystyle I} (oznaczany przez {\displaystyle {\sqrt {I}}}) to zbiór wszystkich elementów pierścienia, których pewna potęga leży w ideale {\displaystyle I{:}}
{\displaystyle {\sqrt {I}}=\left\{a\in R:\exists {n>0}:a^{n}\in I\right\}}.
Dowodzi się, że radykał ideału {\displaystyle I} również jest ideałem, {\displaystyle I\subseteq {\sqrt {I}}} oraz gdy ideał {\displaystyle I} jest pierwszy, to {\displaystyle I={\sqrt {I}}.} Implikacja w drugą stronę jednak nie zachodzi: równość {\displaystyle I={\sqrt {I}}} nie implikuje pierwszości ideału {\displaystyle I,} jako kontrprzykład można wziąć np. ideał generowany przez {\displaystyle xy} w pierścieniu wielomianów dwóch zmiennych nad ciałem liczb wymiernych {\displaystyle \mathbb {Q} [x,y].} W związku z tym, ideały spełniające {\displaystyle I={\sqrt {I}}} nazywamy ideałami radykalnymi.
Radykał ideału {\displaystyle I} jest równy przecięciu wszystkich ideałów pierwszych zawierających {\displaystyle I.}
Ideały radykalne odgrywają dużą rolę w klasycznej geometrii algebraicznej, ze względu na wyrażaną poprzez twierdzenie Hilberta o zerach odpowiedniość ideałów radykalnych w pierścieniach wielomianów nad ciałami algebraicznie domkniętymi, a rozmaitościami algebraicznymi nad tymi ciałami.